# Drosophila incognita
Drosophila incognita är en tvåvingeart som beskrevs av Elmo Hardy 1965. Drosophila incognita ingår i släktet Drosophila och familjen daggflugor.
Artens utbredningsområde är Hawaii.